# Barn i trafiken
Barn i trafiken var en statsunderstödd kampanj i Sverige, startad den 8 september 1981 med syfte att hjälpa barn i trafiken. Under 1980 hade trafikolyckorna minskat i Sverige, men av offren var allt fler barn. Kampanjen varade under resten av 1980-talet. Större satsningar gjordes 1981, 1985 och 1989.